# Château des Ifs (Mayenne)
Pour les articles homonymes, voir Bourgon (homonymie).
Le château des Ifs se situait à Montsûrs. La chapelle Saint-Ouie est le seul vestige intact du château des Ifs. Il reste quelques vestiges du château des Ifs.

## Dépendance
La terre et seigneurie des Ifs, faisait partie de la châtellenie de Bazougers, et était membre du comté de Laval. Le comte de Laval, par cette châtellenie, était seigneur suzerain de la terre des Ifs. 

## Seigneurs
- Guy de Chamaillard, vicomte de Beaumont et seigneur d'Anthenaise et de Bazougers, donne, vers l'an 1350, à Jehan Auvé, seigneur de Soulgé, cette terre avec tout droit de justice haute, moyenne et basse, tous les hommages et acquêts qu'il avait faits et qu'il pouvait faire à l'avenir[1].
- 1390. La seigneurie des Ifs passe dans la famille des de La Chapelle par le mariage de Jehan Le Chappelays, seigneur de La Chapelle, avec Ambroise Auvé.
- 1444. Le seigneur de La Chapelle jouissait encore de cette terre en 1444, mais il prenait patron et mesure du châtelain de Bazougers. Elle fut aliénée par René de La Chapelle[2].
- 1507. Autre aveu d'Olivier de La Chapelle au comte de Laval, pour le fief des Ifs, dont le domaine est possédé par  Robin Trouillon[3], marchand, demeurant à Laval, où il mourut en 1508. Il donna, par son testament, au couvent des frères prêcheurs, 700 livres pour faire l'église, à la charge de trois messes par semaine, à perpétuité. Il est aussi un des donateurs de l'église Saint-Vénérand de Laval.
- René Houllier, par procuration du 24 mars 1523, constitue Jean Gaudin, bachelier es lois, son procureur, pour l'aire la foy et hommage simple à messire Beaudouin de Champagne, seigneur de La Chapelle, de sa terre des Grands-Ifs, moulin et courtillerie, la Girardière et la Ghaumustière, tant en fief qu'en domaine.
- Par sentence du lieutenant-général du Maine, en date du 1er février 1567, la terre des Ifs fut adjugée par décret à Jehan Arnoul, pour la somme de 1,700 livres tournois. Dès le 19 juillet de la même année, Jehan Arnoul, accompagné de Julien Le Maignan, notaire royal, se transporta au château de La Chapelle pour y faire offre de foi et hommage à Nicolas de Champagne, pour raison de la terre et seigneurie des Ifs.

## Vestiges
La chapelle Saint-Ouie (ou Saint-Ouïe) du XVIe siècle, seul vestige intact du château des Ifs, est inscrite depuis le 2 novembre 1998.

## Sources
- Revue archéologique du Maine